# Isen (Kagoshima)
Isen (jap. 伊仙町 Isen-chō) – miasto w Japonii, w prefekturze Kagoshima, na wyspie Tokunoshima. Według danych na rok 2020 miejscowość zamieszkiwało 6 139 mieszkańców , a gęstość zaludnienia wyniosła 97,9 os./km².